# 一匹狼 LONELY WOLF
「一匹狼 LONELY WOLF」（ロンリーウルフ）は、諸星和己の1作目のシングル。1994年3月25日発売。発売元はポニーキャニオン。

## 収録曲
1. 一匹狼 LONELY WOLF
（作詞：松井五郎、作曲：水政創史郎、編曲：富田康弘）
2. 一匹狼 LONELY WOLF（マイナスリードヴォーカル・カラオケ）

| スタブアイコン | サブスタブ | この項目は、まだ閲覧者の調べものの参照としては役立たない、シングルに関連した書きかけの項目です。この項目を加筆・訂正などしてくださる協力者を求めています（P:音楽/PJ:楽曲）。 |